# Apechoneura terminalis
Apechoneura terminalis là một loài tò vò trong họ Ichneumonidae.